# Tommy Berntsen
Tommy Berntsen (Lørenskog, 18 dicembre 1973) è un allenatore di calcio ed ex calciatore norvegese, di ruolo difensore.

## Carriera

### Giocatore

#### Club
Berntsen iniziò la carriera con la maglia del Vålerenga, per vestire in seguito le casacche di Lørenskog e Skjetten. Passò poi al Lillestrøm, per cui esordì nella Tippeligaen il 13 aprile 1998: giocò infatti nella sconfitta casalinga per tre a zero contro il Kongsvinger. Il primo gol nella massima divisione norvegese lo siglò il 4 luglio dello stesso anno, nel pareggio per uno a uno sul campo dello Stabæk.
Nel 1999, passò in prestito al Portsmouth, militante nella First Division 1999-2000. Esordì in campionato con questa maglia il 3 novembre, nella sconfitta per quattro a due contro il Manchester City. Tornò poi al Lillestrøm, che lo cedette definitivamente all'Eintracht nel 2001. Giocò solo 3 gare di campionato con questa squadra, la prima delle quali si concluse con una sconfitta per sei a uno contro il Borussia Dortmund.
Nel 2002 tornò in patria, per giocare nel Lyn Oslo. Debuttò con questo club il 14 aprile, nella vittoria per uno a zero in casa del Bryne. Il primo gol arrivò il 12 giugno dello stesso anno, nell'edizione stagionale della Coppa di Norvegia: fu autore di uno dei nove gol nel successo nell'Hammerfest.

#### Nazionale
Berntsen giocò 2 partite per la Norvegia. Esordì il 21 agosto 2002, nella sconfitta per uno a zero contro i Paesi Bassi: subentrò a Christer Basma nei minuti finali dell'incontro.

### Allenatore
Nel 2003, ricoprì la carica di allenatore del Lyn Oslo, oltre che quella di calciatore. Dal 2010, ebbe un ruolo nello staff tecnico, occupandosi delle giovanili. Il 3 gennaio 2014, diventò l'allenatore dell'Ullensaker/Kisa, dove si avvalse della collaborazione di Morten Rom. Il 24 novembre 2014, Ullensaker/Kisa e Bertsen raggiunsero un accordo per rescindere il contratto, con un anno d'anticipo sulla scadenza.

## Statistiche

### Cronologia presenze e reti in Nazionale
| Cronologia completa delle presenze e delle reti in nazionale ― Norvegia | Cronologia completa delle presenze e delle reti in nazionale ― Norvegia | Cronologia completa delle presenze e delle reti in nazionale ― Norvegia | Cronologia completa delle presenze e delle reti in nazionale ― Norvegia | Cronologia completa delle presenze e delle reti in nazionale ― Norvegia | Cronologia completa delle presenze e delle reti in nazionale ― Norvegia | Cronologia completa delle presenze e delle reti in nazionale ― Norvegia | Cronologia completa delle presenze e delle reti in nazionale ― Norvegia |
| Data                                                                    | Città                                                                   | In casa                                                                 | Risultato                                                               | Ospiti                                                                  | Competizione                                                            | Reti                                                                    | Note                                                                    |
| ----------------------------------------------------------------------- | ----------------------------------------------------------------------- | ----------------------------------------------------------------------- | ----------------------------------------------------------------------- | ----------------------------------------------------------------------- | ----------------------------------------------------------------------- | ----------------------------------------------------------------------- | ----------------------------------------------------------------------- |
| 21-8-2002                                                               | Oslo                                                                    | Norvegia                                                                | 0 – 1                                                                   | Paesi Bassi                                                             | Amichevole                                                              | -                                                                       | 82’                                                                     |
| 28-1-2004                                                               | Singapore                                                               | Singapore                                                               | 2 – 5                                                                   | Norvegia                                                                | Amichevole                                                              | -                                                                       |                                                                         |
| Totale                                                                  |                                                                         | Presenze                                                                | 2                                                                       |                                                                         | Reti                                                                    | 0                                                                       |                                                                         |